# مجد نيازي
مجد نيازي ناشطة مدنية وسياسية سورية من مواليد دمشق عام 1960، خريجة كلية الفنون الجميلة جامعة دمشق عام 1986، وفنانة تشكيلية ورئيسة حزب سوريا الوطن.

## نشاطها السياسي
طردت نيازي السفير الأمريكي من مطعمها في باب توما في دمشق عام 2002، أسست حملة الدروع البشرية لصد العدوان الأمريكي، وبدأت عام 2012 حركة شبابية مناهضة للعنف تحت مسمى حركة سورية الوطن وفي نهاية الـ 2012 أسست حزب سورية الوطن.
ومن آخر النشاطات التي قامت بها، رسالة وجهتها نيازي إلى الرئيس الأسد أواخر شهر أيلول 2018، جاء فيها: “الشعب لا يستطيع أن يأكل أو يعيش أو يذهب إلى المشفى أو المدرسة أو الطبيب، الشعب تحمل أصعب الظروف، المواطنون يتكدسون بالمواصلات”.
ولفتت إلى أن “حيتان المال الذين أكلوا البلد، يزورون الحقائق، وكل من يتكلم يتعرض للهجوم، والشتم، وشهادات الوطنية تباع على البسطات”، كما انتقدت الانتخابات، وقالت إن الحكومة بدأت بإعادة إعمار المساجد ونحن بحاجة لمستشفيات، الشعب يستحق حكومة أفضل ومسؤولين أفضل”.
نظمت اعتصاماً ضد قرار الحكومة رفع أسعار المحروقات في شهر حزيران عام 2016.

## وفاتها
توفيت يوم 18 آذار 2019 بعد صراع طويل مع مرض عضال في في مشفى الفرنسي في منطقة القصاع بدمشق.
أثر فقدان مجد نيازي كثيرا في المقربين منها وأصدقائها، تقول ديانا جبور أنها كانت امرأة استثنائية حتى في وفاتها.
كما لفتت ميس كريدي إلى تفاؤلها وصمودها لافتة إلى أنها كانت لا تتذمر حتى بالموت، بقيت إيجابية حتى آخر لحظة وصمدت، وعندما كانت تتحدث كان للكلمة وقعها وصداها.